# Justus Lundegård

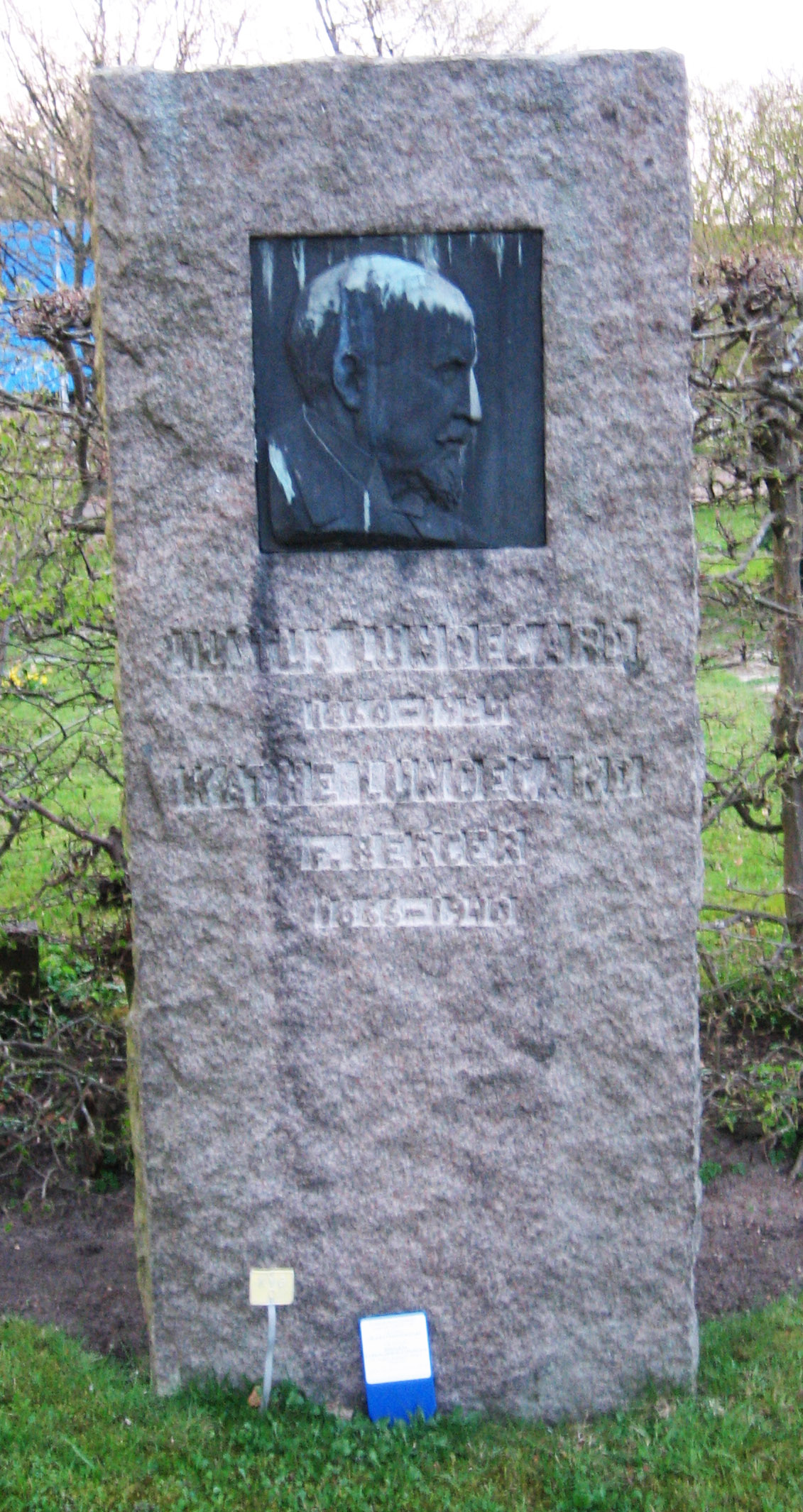
Justus Lundegårds gravsten på Norra kyrkogården i Lund.

Justus Evald Lundegård, född 5 april 1860 i Västra Sallerups socken, död 10 augusti 1924, var en svensk målare. Han var bror till författaren Axel Lundegård. 
Lundegård växte upp i Hörby och studerade för Edvard Perséus från 1878 och på Konstakademien i Stockholm 1880–84 samt därefter i München och från 1891 i Paris och den bretonska kustorten Le Pouldu, där han övergick till en impressionistisk stil. De i Frankrike målad bilderna  utmärktes av ett vitt ljus och en spröd poesi i stämningen. Efter hemkomsten till Sverige, då Lundegård främst målade motiv från Skåne, särskilt Arild och Kivik, övergick han till en mustigare kolorit. Mot slutet av sitt liv övergick han till vardagsnära naturskildringar från Vadmöllan vid Örtofta. Altartavlan i Håstads kyrka är utförd av Alfred Hedlund efter ritningar av Lundegård.
Han målade även marinmålningar, interiörer samt landskap från Norge, Oberbayern och Italien.
Lundegård ligger begravd på Norra kyrkogården i Lund.

## Bland hans verk
- Hän mot kvällningen, 1898, Göteborgs museum
- Helsingborgs hamn, 1901, Handelsbankshuset, Helsingborg
- Arilds pinjer, 1903, Malmö museum
- Sommarfrukost, 1912, Nationalmuseum[8]

## Galleri

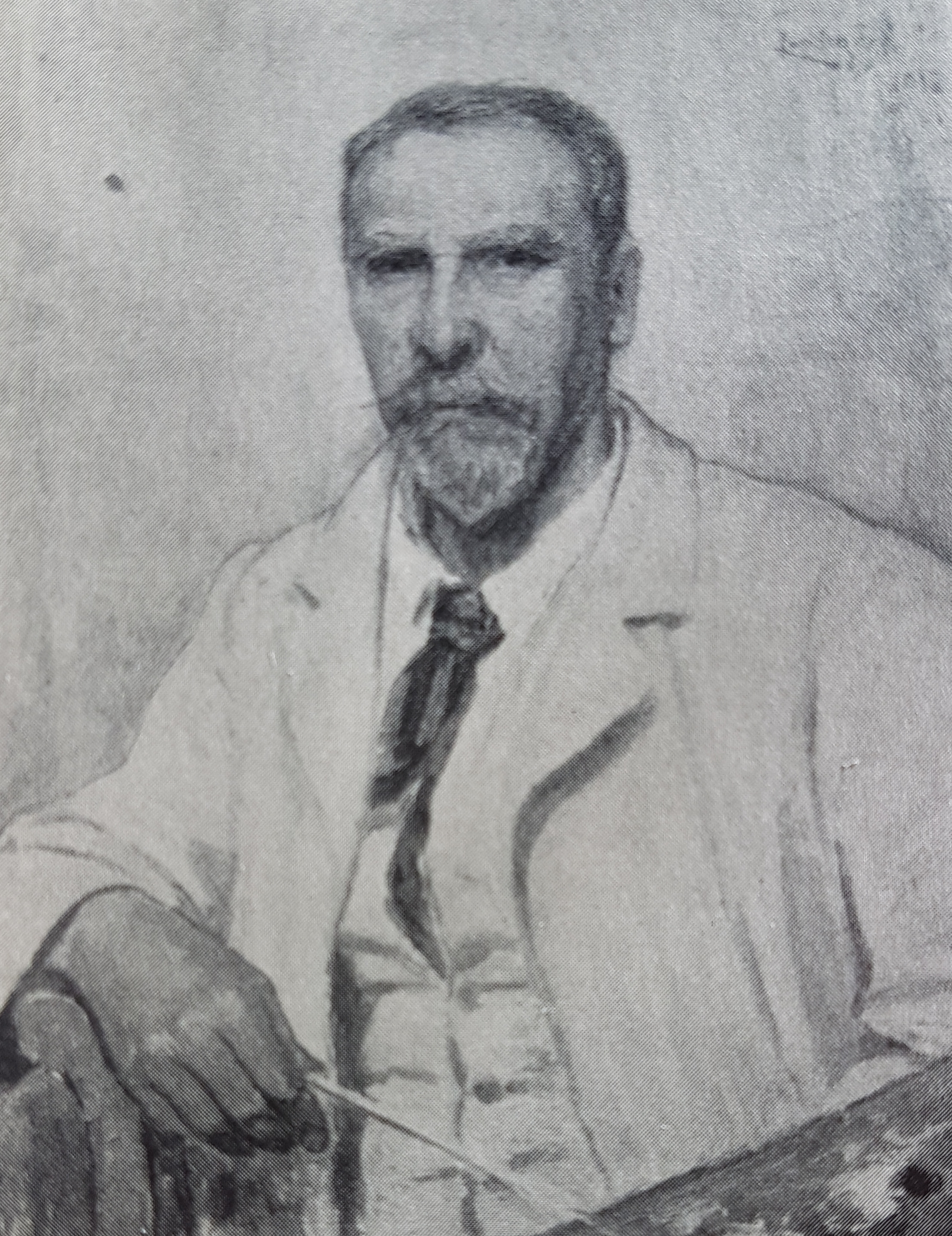
Justus Lundegård, självporträtt
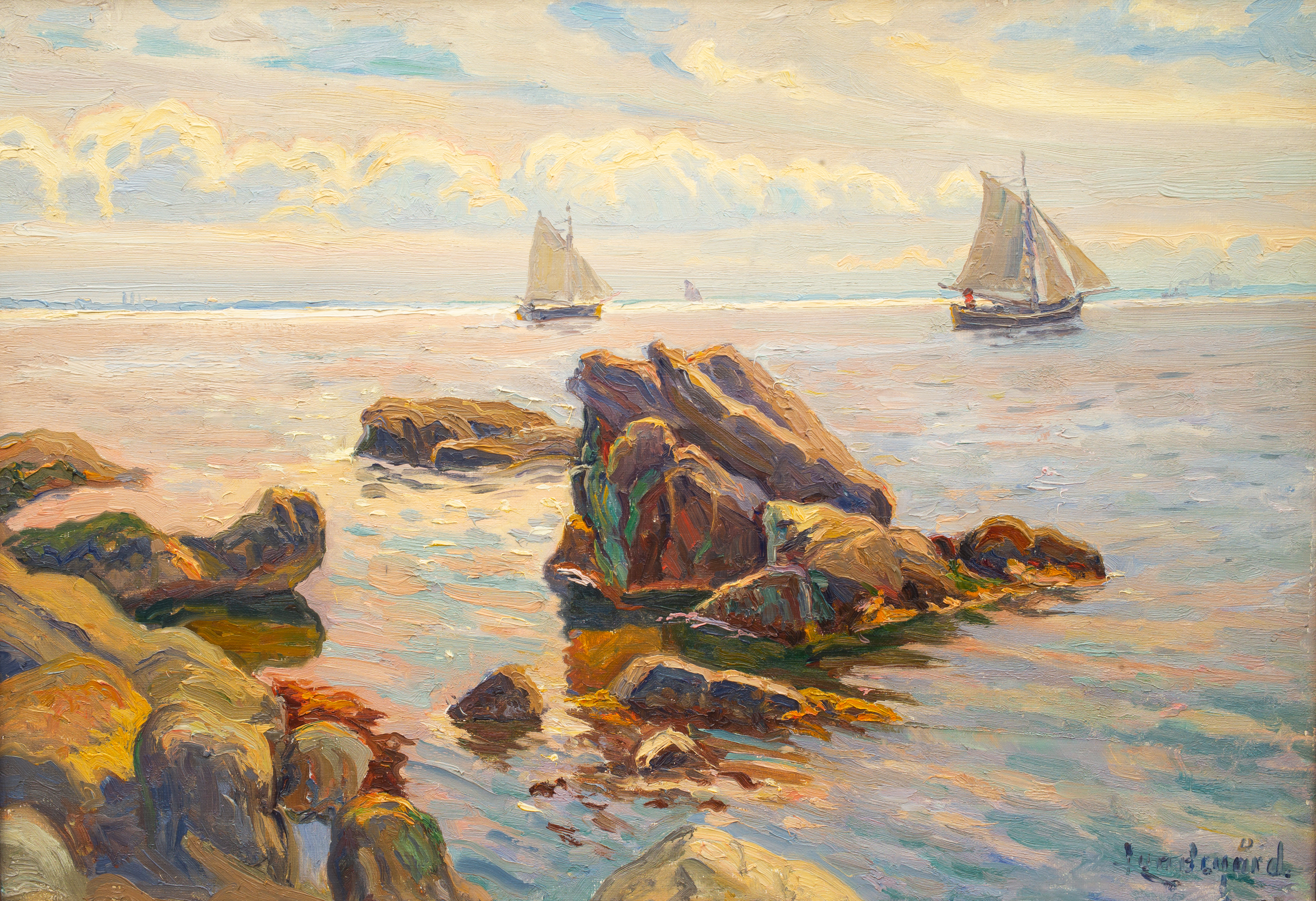
Skärgårdsmotiv
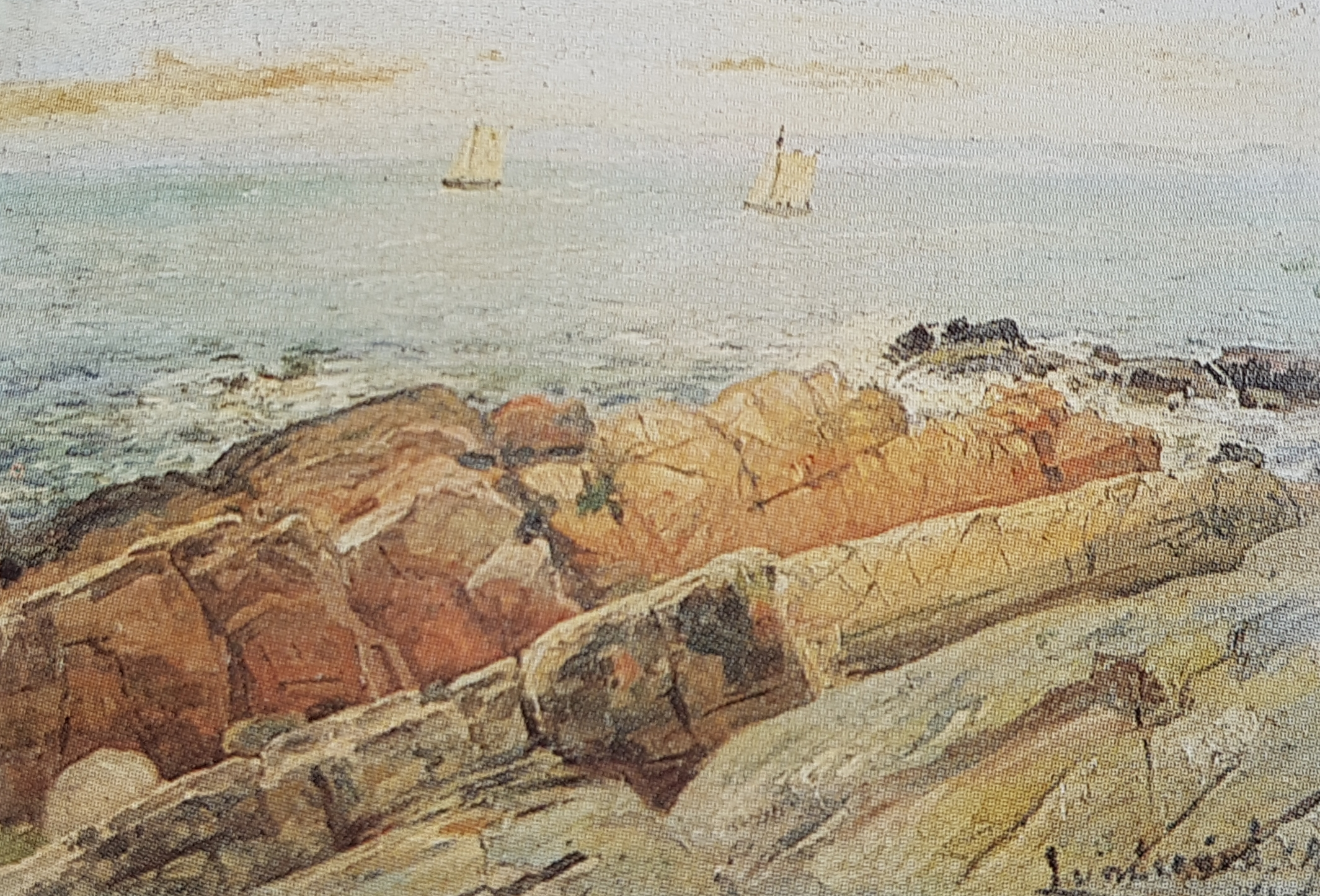
Klippigt strandparti
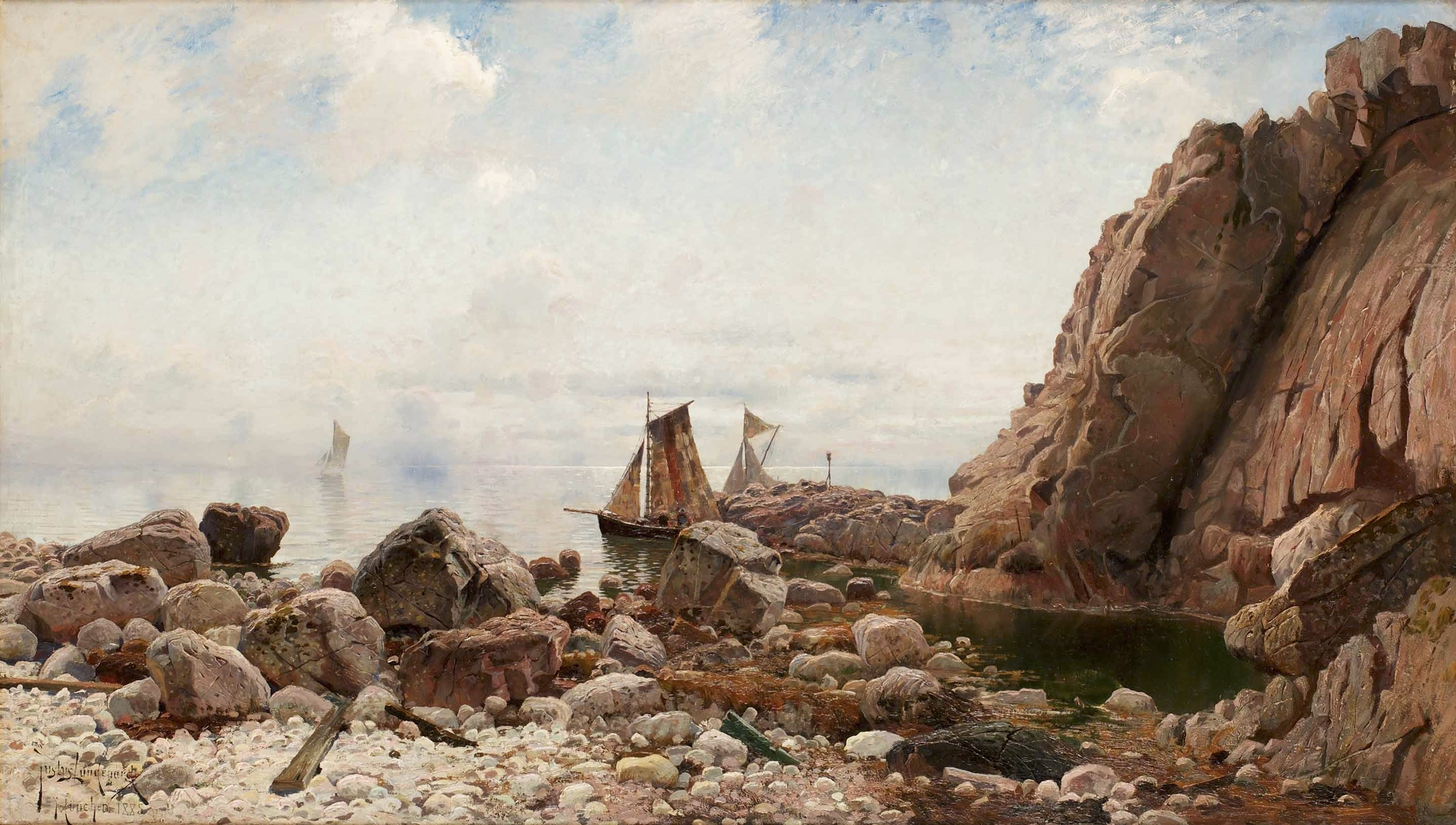
Segelskutor för ankar vid klippvägg (1885)
Matsalen (1919)